# Igreja de Santiago (Torres Vedras)

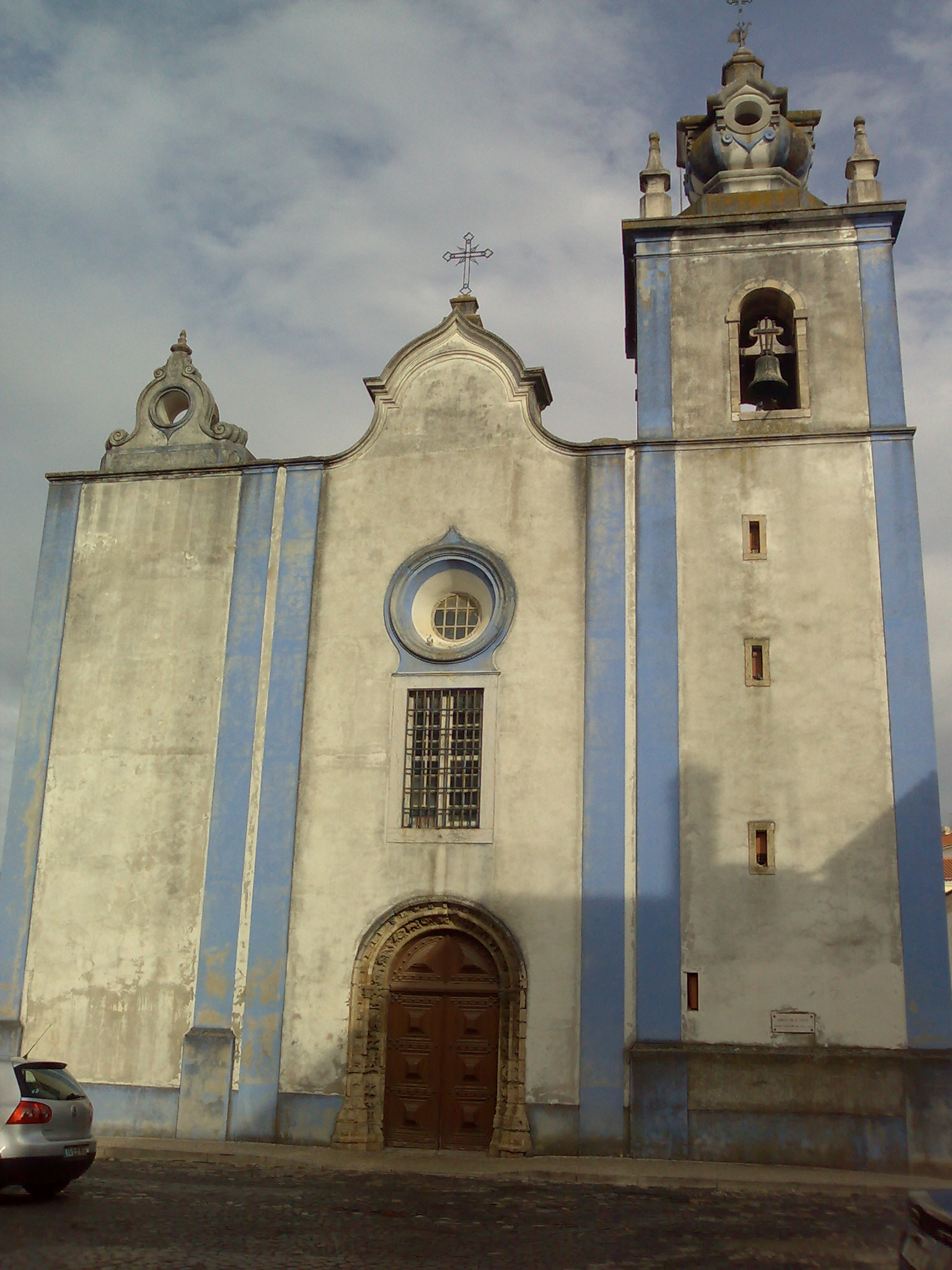
Igreja de Santiago: fachada em 2009

Igreja de Santiago é uma igreja localizada na atual freguesia de Santa Maria, São Pedro e Matacães, no Município de Torres Vedras, em Portugal.
Foi reconstruída entre o fim do século XVI e o início do século XVII.
Apresenta uma fachada em estilo manuelino e uma torre sineira. No seu interior, destacam-se um púlpito em mármore, datado do século XVII, uma escada em caracol, comunicando com o coro alto, encontrando-se este assente em três arcos, uma nave de abóbada de berço e uma capela mor com um retábulo de colunas salomónicas e azulejos setecentistas. Possui ainda uma pia baptismal quinhentista.
A igreja original terá provavelmente sido construída no reinado de Dom Afonso Henriques, sendo referida num documento existente na Torre do Tombo, datado de 1286. Pelo seu livro de visitas, sabe-se que em 1586 se encontrava bastante arruinada, pelo que se procedeu pouco depois à sua reconstrução, que viria a ser terminada em 1615.
Em consequência do terramoto de 1755, sofreu apenas algumas fendas.
A Igreja de Santiago está classificada como Monumento de Interesse Público desde 2013.

## Galeria

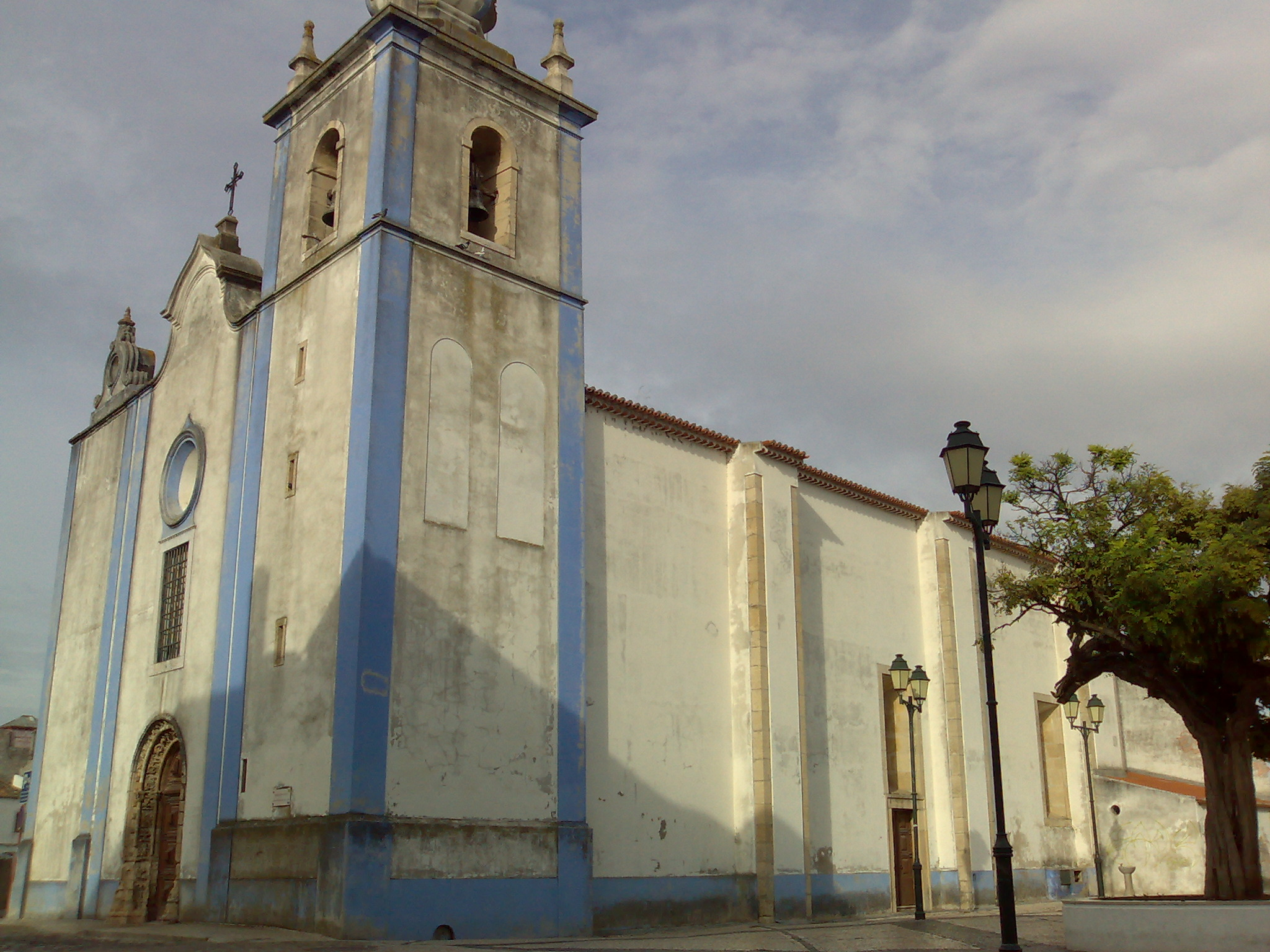
Igreja de Santiago: vista lateral
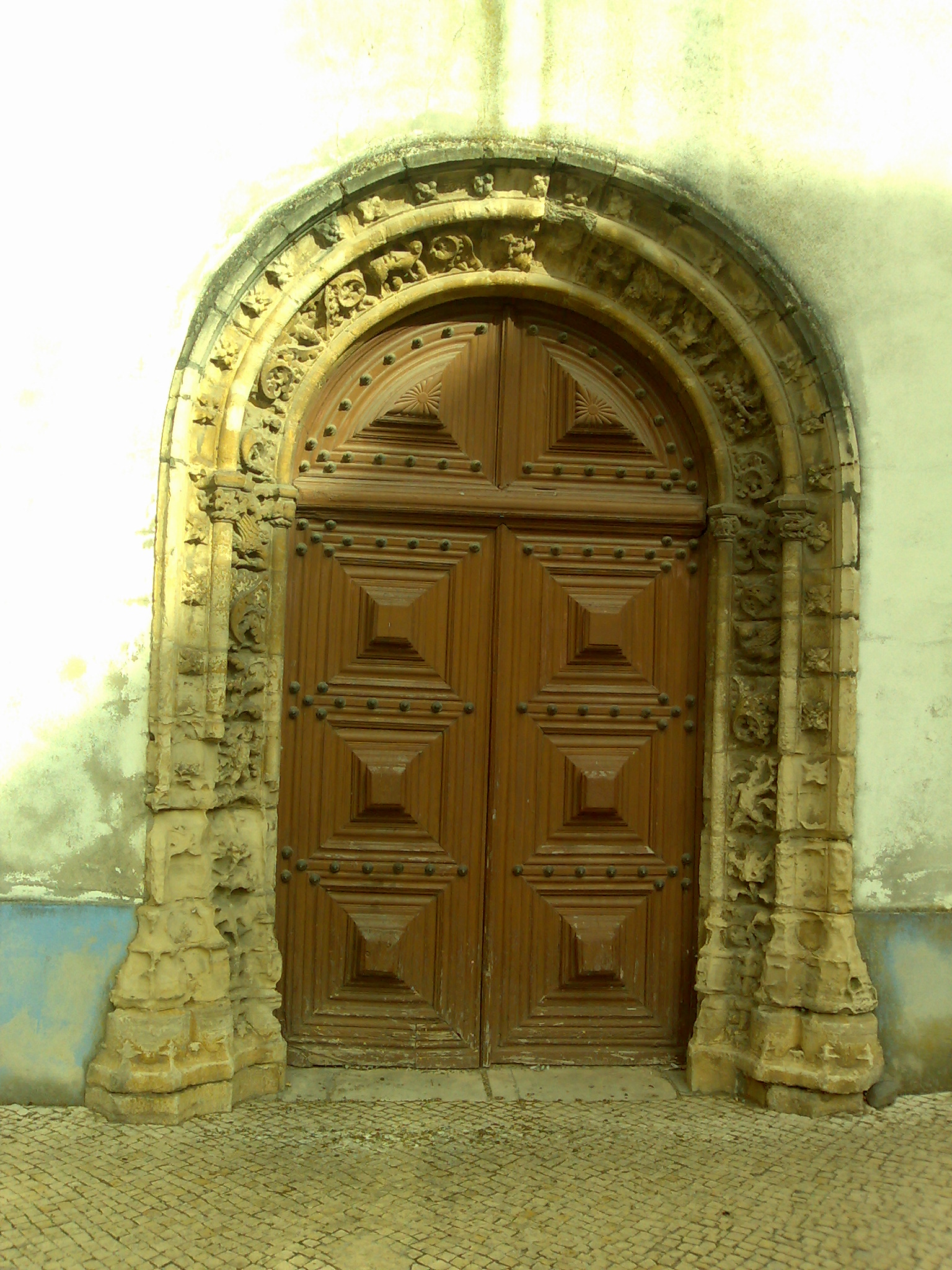
Igreja de Santiago: porta manuelina
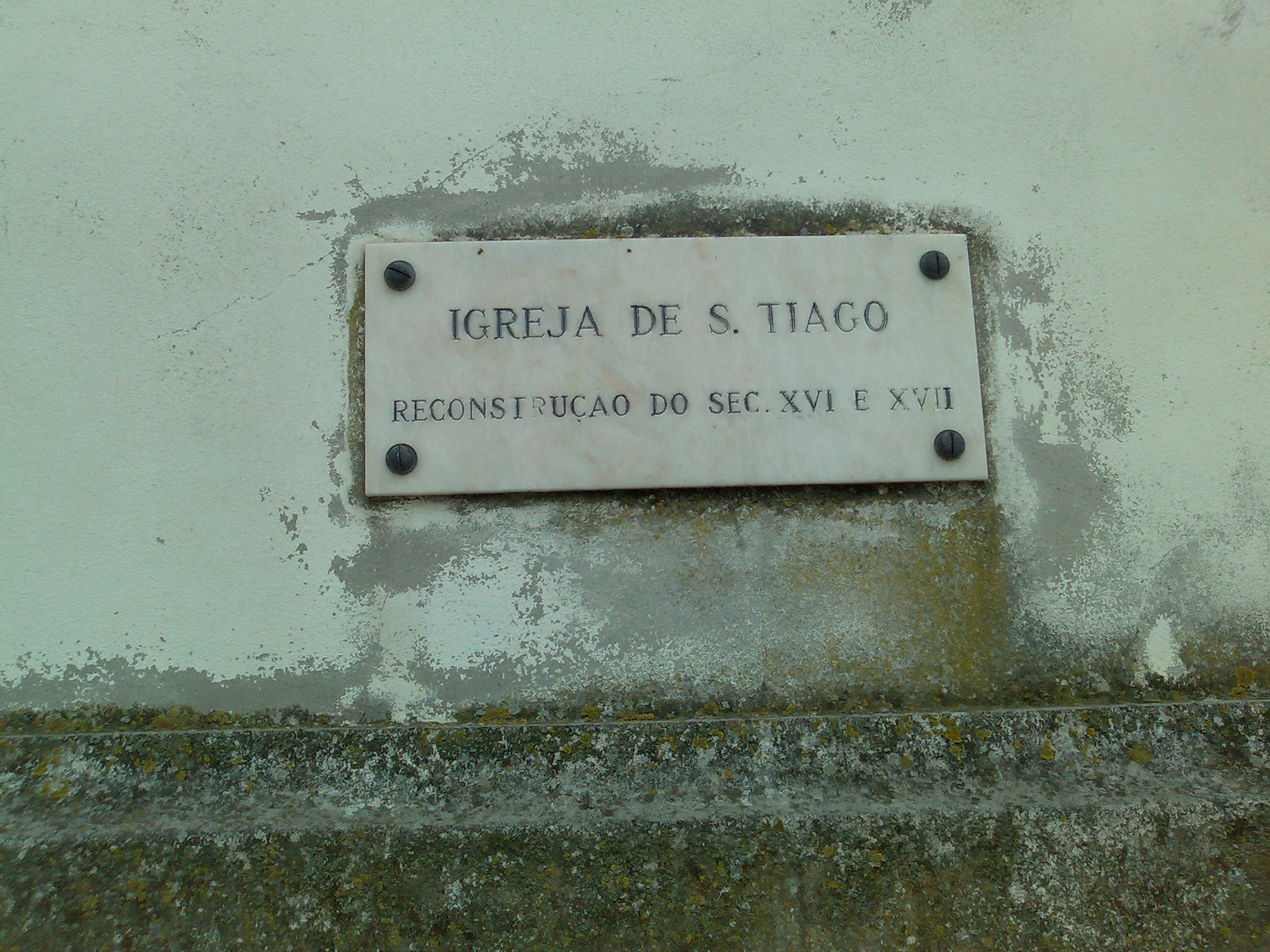
Igreja de Santiago: placa assinalando a reconstrução